# Canthylidia nervosa
Canthylidia nervosa är en fjärilsart som beskrevs av Turner 1943. Canthylidia nervosa ingår i släktet Canthylidia och familjen nattflyn. Inga underarter finns listade i Catalogue of Life.